# Polly with a Past
Polly with a Past é um filme mudo do gênero drama produzido nos Estados Unidos e lançado em 1920. Talvez seja filme perdido.